# Nocara
Nocara község (comune) Olaszország Calabria régiójában, Cosenza megyében.

## Fekvése
A megye északkeleti részén fekszik. Határai: Canna, Nova Siri, Oriolo, San Giorgio Lucano és Valsinni.

## Története
A település alapítására vonatkozóan nincsenek pontos adatok. A hagyományok szerint Epeusz, a trójai faló építője alapította. A település neve Nucarie alakban a 14. századból származik. Előbb Canna, majd Tursi része volt. A 19. század elején, amikor a Nápolyi Királyságban felszámolták a feudalizmust Oriolo része lett, majd hamarosan önálló községgé vált.

## Népessége
A népesség számának alakulása:

## Főbb látnivalói
- San Nicola di Bari-templom
- Madonna dell’Annunziata-kápolna